# Samuel Conway
Samuel Charles Conway, ameriški raziskovalec, kemik, organizator zborovanj kosmatkov in dražitelj. * 4. junij 1965, Bryn Mawr, Pennsylvania, Združene Države Amerike. 
Conway je ameriški raziskovalec na področju organske kemije. Ima doktorat znanosti iz kemije na univerzi Dartmouth College. Poleg svoje znanstvene kariere je Conway znan po svojih dejavnostih v subkulturi kosmatkov, saj je od leta 1999 deloval kot vodja in glavni organizator Anthrocona, enega največjih zborovanj kosmatkov na svetu. V tem kontekstu je znan pod psevdonimom Uncle Kage.

## Znanstvena kariera
Conway je leta 1986 diplomiral na kolidžu Ursinus v Pensilvaniji. Leta 1991 je doktoriral na kolidžu Dartmouth v New Hampshiru. Objavil je enajst znanstvenih člankov in registrirane ima tri patente. Poleg organske kemije se ukvarja tudi s farmacevtsko, kmetijsko in radiokemijo.

## Dejavnosti v subkulturi kosmatkov
Conway je bil predstavljen subkulturi kosmatkov na zborovanju Noreascon 3 (Worldcon 1989). Od začetka devetdesetih let je dejavno udeležen v skupnosti oboževalcev in ostaja aktiven še danes.

### Predsednik zborovanja
Conway je postal predsednik Anthrocona leta 1999, potem ko je bil leta 1998 nanj povabljen kot častni gost. Pod njegovim vodstvom se je zborovanje preselilo v Philadelphio, pri čemer je udeležba narasla z 842 udeležencev leta 1999 na 2489 leta 2006, kar je povzročilo nadaljnjo selitev v Pittsburgh. Do leta 2008 se je udeležba povečala na 3390. Conway je javni obraz Anthrocona in je odgovoren za odnose z javnostmi, pogajanja o hotelskih pogodbah, upravljanje financ, nadzor škode in druge dejavnosti pred, med in po zborovanju. Poleg tega se z oboževalci pogovarja o načinih za predstavitev subkulture kosmatkov širši javnosti.

### Pripovedovalec zgodb
Conway se vsako leto pojavlja v Anthroconu z dogodkom Ura zgodb strica Kage-a (angleško Uncle Kage story hour). Zabava je običajno sestavljena iz štirih ali petih razširjenih osebnih anekdot. Njegovo umetniško ime izhaja iz njegove prve pripovedovalske izkušnje na zborovanju ConFurence leta 1994 in izhaja iz njegovega umetniškega imena Kagemushi Goro (Shadow Bug Goro), ki se nanaša na Kagemusha.
Conway je redno vabljen, da pripoveduje svoje zgodbe na drugih kongresih, vključno z I-CON, Eurofurence in SloFluffCon.

### Dražitelj
Conwayeva prva dražba je bila izvedena na Anthroconu leta 1997. Od takrat je predsedoval dražbam, ki so samo v Anthroconu zbrale več kot 66.000 ameriških dolarjev za različne lokalne dobrodelne organizacije za divje živali. Podobne storitve je opravljal na drugih zborovanjih, vključno z Midwest FurFestom. Conway pravi, da sta na njegove tehnike vplivala Phil Foglio in Joe Mayhew; vključujejo humor in pozive k usmiljenju, novosti in pomanjkanju.

### Avtor
Medtem ko je Conway med oboževalci znan po svojem govornem pripovedovanju, je tudi avtor več kratkih zgodb, objavljenih v različnih delih založbe Sofawolf Press.